# 1,16-hexadecanodiol
El 1,16-hexadecanodiol o hexadecano-1,16-diol es un diol de fórmula molecular C16H34O2. Los dos grupos hidroxilo están en los extremos de una cadena lineal de dieciséis átomos de carbono.

## Propiedades físicas y químicas
El 1,16-hexadecanodiol es un sólido blanco, cristalino o en polvo, que tiene su punto de fusión a 92 °C. Su punto de ebullición es de aproximadamente 375 °C (197 °C cuando la presión es de solo 3 mmHg).
Posee una densidad inferior a la del agua, 0,898 g/cm³.
El valor estimado del logaritmo de su coeficiente de reparto, logP ≃ 5,7, implica una solubilidad mucho mayor en disolventes apolares que en agua.
En cuanto a su reactividad, este compuesto es incompatible con agentes oxidantes fuertes.
Es una sustancia combustible que tiene su punto de inflamabilidad a 165 °C.

## Síntesis y usos
El 1,16-hexadecanodiol se puede obtener por síntesis anódica del azelato de monometilo. La electrólisis de este compuesto genera tapsiato de dimetilo, a partir del cual se prepara el 1,16-hexadecanodiol.
En otra vía de síntesis se trata el ácido 9-clorononanoico con hidróxido sódico a reflujo y luego se acidifica con ácido sulfúrico para obtener ácido 9-hidroxinonanoico; este ácido se convierte a 1,16-hexadecanodiol por electrólisis de Kolbe, utilizando como disolvente metanol con una pequeña cantidad de sodio metálico.
De igual manera, la hidrogenación del ácido 15-(metoxicarbonil)pentadecanoico da como resultado 16-hidroxihexadecanoato de metilo y 1,16-hexadecanodiol. En este caso la reacción es catalizada por un sistema bimetálico constituido por carbonilos de un metal de transición tardía del grupo 8-10 y un metal de transición temprano del grupo 6-7,
El 1,16-hexadecanodiol es precursor de diversos compuestos químicos, como por ejemplo la oxacicloicosan-2-ona, lactona de 20 miembros; tras la halogenación del 1,16-hexadecanodiol, el halo-alcohol resultante se transforma en el éster de acrilato, el cual, tras reacción con hidruro de tributilo de estaño, forma la lactona.
También se ha empleado en la síntesis del (R)-(–)-ácido elénico, inhibidor de la topoisomerasa II aislado en la esponja marina Plakinastrella sp.
Asimismo, este diol se ha utilizado para elaborar ácido 1-14C-17-iodoheptadecanoico, útil para conocer el ritmo de metabolismo del ácido 17-123I-heptadecanoico, un isótopo utilizado en la diagnosis de enfermedades de miocardio dentro de la medicina nuclear.
La monoeterificación selectiva del 1,16-hexadecanodiol con dihidropirano conlleva la formación del correspondiente éter de tetrahidropiranilo. Esta reacción, utilizada para la protección de grupos hidroxilo en síntesis orgánica, es catalizada por sulfatos metálicos sobre gel de sílice.